# ناحیه وید، شهرستان کلینتون، ایلینوی
ناحیه وید، شهرستان کلینتون، ایلینوی (به انگلیسی: Wade Township) یک منطقهٔ مسکونی در ایالات متحده آمریکا است که در شهرستان کلینتون، ایلینوی واقع شده‌است. ناحیه وید ۱٬۷۱۷ نفر جمعیت دارد و ۱۳۶ متر بالاتر از سطح دریا واقع شده‌است.